# Casa Națională de Pensii Publice
Casa Națională de Pensii Publice (CNPP) este un organism de stat care administrează și gestionează sistemul public de pensii și alte drepturi de asigurări sociale în România.
A fost creată prin Legea nr. 19/2000.

## Președinții CNPP
- Domnica Doina Pârcălabu: 10 ianuarie 2009 - 24 mai 2012[2][3][4]
- Ileana Ciutan: 24 mai 2012 - 1 martie 2017[3][5]
- Robert Stănescu: 1 martie 2017 - 18 aprilie 2019[6]
- Ioan Căprariu: 18 aprilie - 9 decembrie 2019[7]
- Laurențiu Țenț: 9 decembrie 2019 - 6 mai 2020
- Daniel Baciu: 6 mai 2020-5 mai 2025[8]
- Prof. univ. dr. Nicolae Giugea: 8 mai 2025-prezent[9]

## Structura
Activitatea instituției este structurată pe patru direcții generale (Direcția Generală Juridică și Control,  Direcția Generală Accidente de Muncă și Boli Profesionale, Direcția Generală Asigurări Sociale, Pensii și alte drepturi prevăzute de legi speciale, Direcția Generală Documente de Plată și Suport Operațional Pensii) și șapte direcții (Direcția Economică și Execuție Bugetară, Direcția Resurse Umane, Direcția Comunicare și Relații Publice, Direcția Pensii, Direcția Asigurări Sociale și alte drepturi prevăzute de legi speciale, Direcția Relații Internaționale și Direcția Audit Public).

## Controverse
În iunie 2014, doi medici din cadrul Comisiei de Expertiză Medicală a Casei Județene de Pensii și Asigurări Sociale Argeș au fost arestați pentru că au primit șpagă de la 1.097 de persoane, în vederea pensionării medicale premature a unor persoane a căror stare de sănătate nu justifica această decizie, prin atestarea nelegală a diverse grade de incapacitate de muncă sau verificarea sumară a documentelor prezentate pentru examinările medicale obligatorii, iar în unele situații pentru emiterea deciziei de pensionare.